# Габрско
Габрско (словен. Gabrsko) — поселення в общині Трбовлє, Засавський регіон, Словенія. Висота над рівнем моря: 360,6 м.